# 2024年南沙沥心沙大桥船只撞击事故

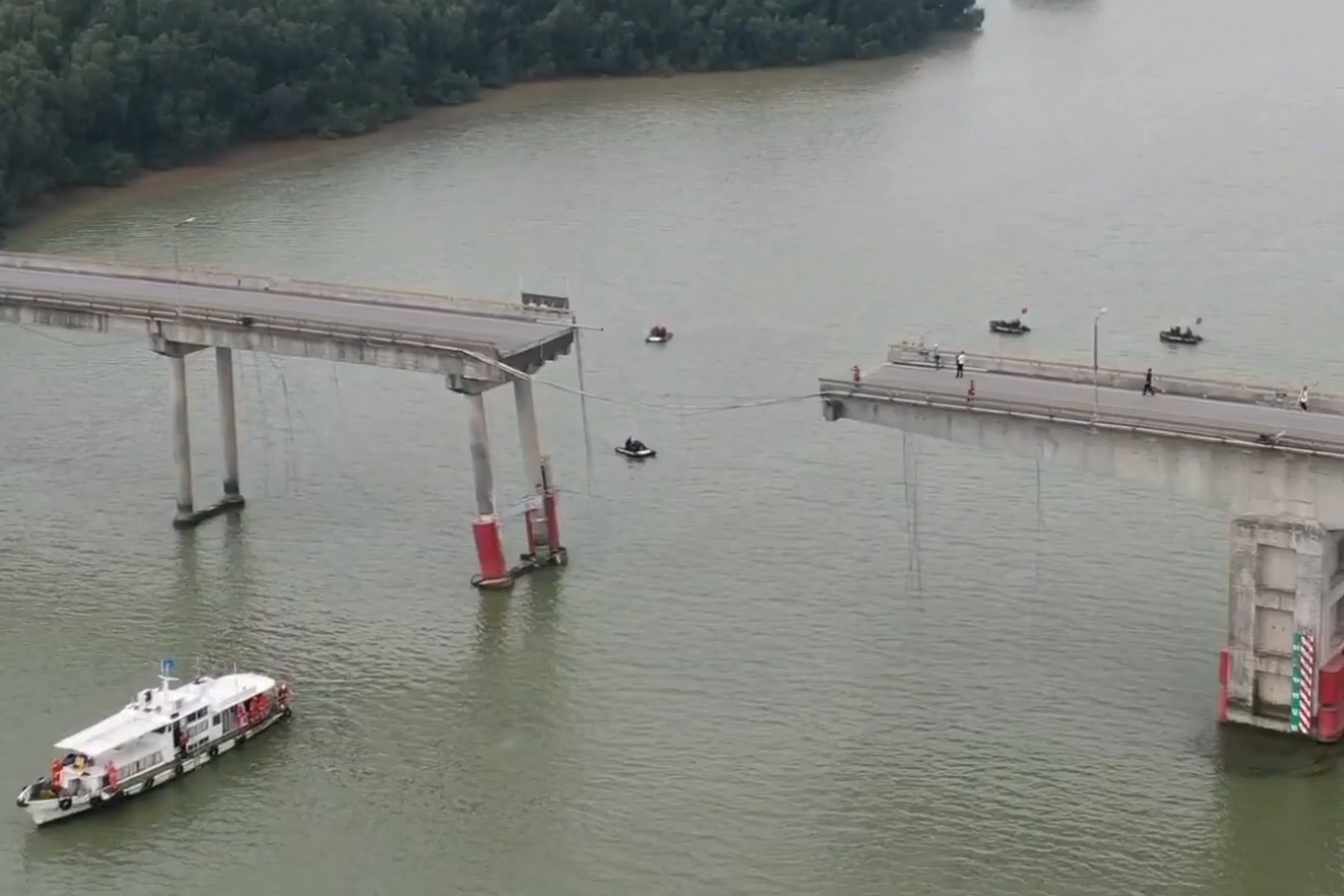
广州南沙沥心沙大桥因船只触碰断裂

2024年南沙沥心沙大桥船只撞击事故，广东省政府命名为广州南沙沥心沙大桥货船碰撞事故，是指于2024年2月22日上午5时30分左右于中华人民共和国广东省广州市南沙区万顷沙镇沥心沙大桥发生的一起集装箱船撞击沥心沙大桥导致人员死伤的事故。事故属性被普遍与2007年佛山九江大桥垮塌事故相比较。

## 背景资料

### 桥梁
沥心沙大桥位于中華人民共和國广州市南沙区万顷沙镇，横跨洪奇沥水道，连接九涌及三民岛（前称“沥心沙”），是三民岛连接外界唯一的陆路通道，桥上亦设有三民岛唯一的供水管道。

### 船只
肇事船只“良辉688”登记在佛山良辉船务服务有限公司名下（据该公司法定代表人称，该船为挂靠在公司名下），为集装箱船，2024年1月曾因未加强瞭望被深圳大铲海事局罚款人民币3万元。当日凌晨5时，该船从广东省佛山市南海区出发，经洪奇沥水道驶往广州市南沙区，船上未搭载货物，事发时速度约为4.6节。

## 事故经过
根据事发当天傍晚新闻发布会的通报，2024年2月22日05:31左右，肇事船只在航经南沙洪奇沥水道时，因船员操作失当，左舷船身触碰沥心沙大桥下行通航孔18#桥墩，随后船头再次触碰下行通航孔19#桥墩，致使该通航孔上的桥面断裂。事发约30秒后第一辆车坠桥，之后7分钟坠落4辆车，直至有车主发现异样掉头並拦停其他车辆。同时，桥面断裂还导致三民岛与外界陆路交通及供水中断，成为“孤岛”。

## 涉事故人员及车辆
事故导致4辆机动车和1辆电动摩托车坠落，其中1辆空载中巴车、1辆货车和1辆电动摩托车坠落到船舱内，2辆小货车掉落水中，造成5人死亡，2人获救。肇事船只的一名船员受轻微伤，与幸存者一同被送往中山大学附属第一医院南沙院区救治。
- 坠至船上的中巴车：司机遇难。中巴车司机系南沙巴士一车队的驾驶员，他当早4时出门，驾驶粤A08386D车（自编号N17049）执行南沙9路短线任务，前往三民岛上的团结围公交总站，准备开出首班车，车上仅有他一人[13][14]。
- 坠至船上的电动摩托车：司机遇难。司机系前往三民岛上种地的农民[15]。
- 坠至船上的小货车：司机及坐在副驾的乘客幸存。他们原计划登岛采购农户的西红柿；事发时所乘货车正好坠于已落船的车上，形成一定缓冲，故仅受骨折、软组织挫伤等高空坠落伤，送院后生命体征基本平稳[16]。
- 坠至水中的小货车1：司机遇难。司机在岛上经营家禽档口[15]。
- 坠至水中的小货车2：司机及一名乘客遇难。

## 救援
截至当日上午10时，中国交通运输部南海救助局已先后从广州救助基地3批次派出16名应急救助队员，随2辆应急救助车、1辆救助指挥车赶赴现场，随车携带有搜救设备等；深圳救助基地也派出高速救助艇“南海救321”及9名随艇应急救助队员赶赴现场增援。
15时30分许，首台落水车辆被吊出，车内无人；16时10分许，第二台落水车辆也被吊出。至当日傍晚时分，3名失踪者全部被找到，均已无生命体征。
广州海事局自当晚20时起，对洪奇沥水道沥心沙大桥上下游各500米范围内水域实施临时水上交通管制，禁止除公务船舶、维修作业船舶外的船舶通行，直至另行通知。

## 善后
肇事集装箱船的船主在事发后已被控制，该船所属公司表示正在全力配合调查，会积极赔偿人员及被撞桥损失。
一名现场勘察探讨桥梁修复方案的中国铁建大桥局工作人员表示，初步判断沥心沙大桥后续不会有次生坍塌风险。广州市交通运输局总工程师在傍晚的新闻发布会表示，19#墩靠主桥侧挂梁塌落，被撞受损的19#桥墩倾斜严重，需拆除19#-20#墩跨梁，并待现场险情完全排除后，根据检测结果制定桥梁加固修复方案。2月25日，受损跨梁开拆工作启动，预计整体维修工程预计需时四至五个月。
事发后岛上供水中断，当地供水所从岛南侧的高速路桥接入水管，当局亦出动送水车为居民提供用水帮助村民解决临时用水问题；岛上供水于2日后恢复。大桥亦承载了通信光缆和电缆。事发后部分光缆受损导致通信一度中断，当天内已基本恢复；而电缆未断裂，加上电力部门半年前在岛南侧修建了第二条电缆，故岛上用电未受影响。当地政府在次日上午修建了临时码头，并於3月3日建成临时通行便桥，用于人员及物品进出岛。
2024年6月22日10时，沥心沙大桥恢复全面通行。9月24日12时，沥心沙大桥桥区水域恢复船只通航。

## 嘉奖
3月25日，广州市见义勇为基金会为五名“拦车英雄”（黄福林、唐群辉、王国梁、郭圳钊、黄碧威）颁发慰问奖励证书并送上见义勇为奖励金3.4万元。
4月2日，中央政法委发布2024年第一季度见义勇为勇士榜，其中此次事件的“黄福林、唐群辉、王国梁群体”也被选入名单中。